# Амурський український обласний з’їзд
Амурський український обласний з'їзд — український селянський з'їзд Амурської області. Відбувся наприкінці травня 1917 року у Благовіщенську. У з'їзді взяло участь близько 200 делегатів. На ньому було ухвалено створити національну українську Спілку переселенців-колоністів Амурщини та обрано Амурську Українську Обласну Раду.